# Isola Malus
L'isola Malus è un'isola rocciosa situata nella baia Auvert, a nord-ovest della penisola Stresher, una delle penisole della costa di Graham, in Antartide. L'isola, che è completamente ricoperta dai ghiacci e che si estende in direzione nord/sud per poco più di 500 metri, è la più grande di quelle presenti nella sopraccitata baia.

## Storia
L'isola Malus fu mappata per la prima volta durante la spedizione britannica nella Terra di Graham, 1934-37, comandata da John Rymill, e così battezzata nel 1960 dal Comitato britannico per i toponimi antartici in onore di Étienne-Louis Malus, un ufficiale dell'esertcito francese che, nel 1809, scoprì la polarizzazione della luce per riflessione, una tecnica in seguito utilizzata nella progettazione delle maschere da neve.